# Sugar (TV-serie)
Sugar är en amerikansk dramaserie vars första säsong hade premiär den 5 april 2024. Första säsongen som är skapad av Mark Protosevich består av åtta avsnitt.

## Handling
Serien utspelar sig i utspelar sig i Los Angeles och beskrivs en genreöverskridande tolkning av privatdetektivberättelsen.

## Rollista (i urval)
- Colin Farrell – John Sugar
- Kirby Howell-Baptiste
- Amy Ryan
- Dennis Boutsikaris
- Alex Hernandez
- Lindsay Pulsipher
- Anna Gunn
- James Cromwell
- Nate Corddry – David Siegel
- Sydney Chandler
- Miguel Sandoval
- Elizabeth Anweis
- Jason Butler Harner
- Massi Furlan – Carlos
- Adrian Martinez